# Gabriele Bertazzolo

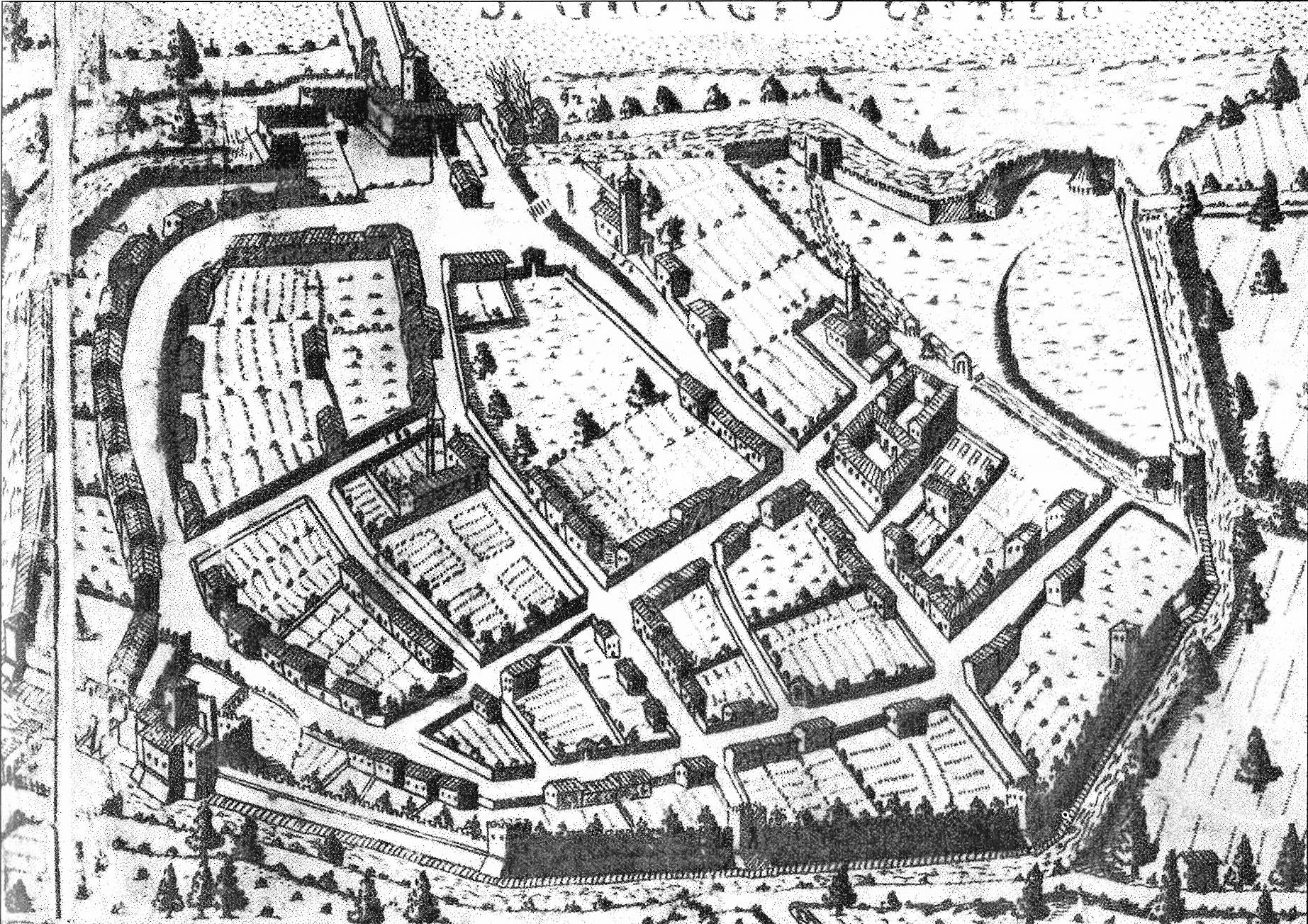
Gabriele Bertazzolo, mappa del borgo di San Giorgio, 1628

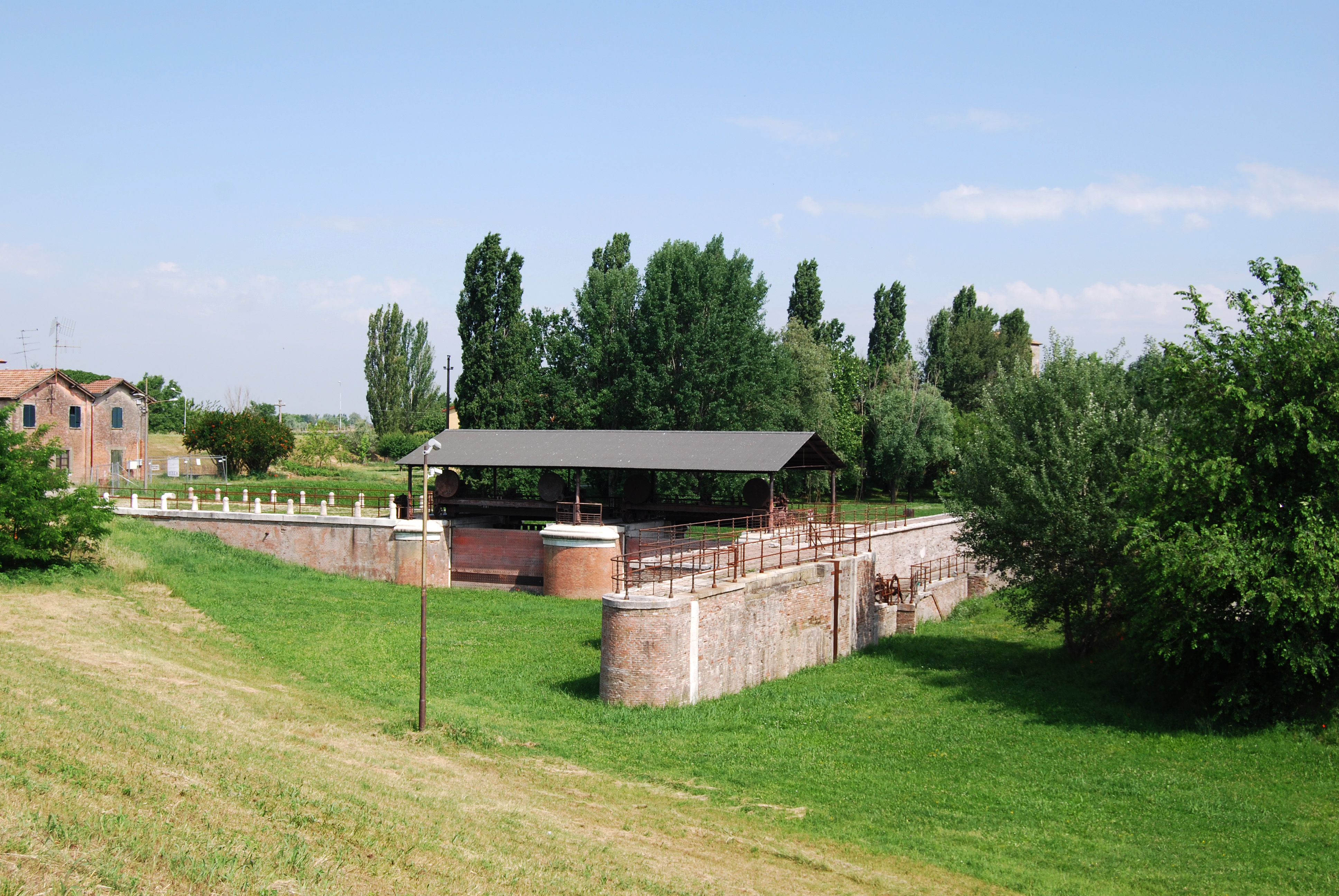
Governolo, conca di San Leone.

Gabriele Bertazzolo (Mantova, 1570 – Mantova, 1626) è stato un ingegnere e cartografo italiano.

## Biografia
Era figlio dell'ingegnere Lorenzo Bertazzolo e visse a Roma col padre sino alla sua morte, avvenuta presumibilmente nel 1590.
Nel 1592 passò al servizio dei Gonzaga e vi rimase per 35 anni, svolgendo gli incarichi di ingegnere idraulico e di ingegnere militare presso la corte di Mantova e a Casale, governata dai Gonzaga.
Nel 1595 e nel 1601 partecipò col duca di Mantova alla spedizione contro i Turchi. Nel 1608 Vincenzo I Gonzaga gli affidò  l'incarico di ampliare e rifare la chiusa di Governolo, che già nel XII secolo era stata costruita da Alberto Pitentino allo scopo di regolare il corso del fiume Mincio e dei laghi di Mantova. I lavori della chiusa, iniziati l'8 marzo 1609, si conclusero il 12 febbraio 1618, assicurando al Bertazzolo "fama imperitura".
Fu sepolto nel santuario di Santa Maria delle Grazie, alle porte di Mantova, nella tomba di famiglia.

## Incisioni
- Urbis Mantuae Descriptio, incisione cartografica della città di Mantova, dedicata a Eleonora de' Medici, moglie del duca Vincenzo I Gonzaga[1], 1596-1597;
- Carta del Ducato di Mantova, incisione cartografica, 1597.
- Albero genealogico dei marchesi di Monferrato, incisione cartografica, 1617, Mantova, Biblioteca Teresiana.